# Sweet Giant of the Blues
Sweet Giant of the Blues è un album di Otis Spann, pubblicato dalla Flying Dutchman/Blues Time Records nel 1970. Il disco fu registrato il 13 agosto del 1969 a Los Angeles, California (Stati Uniti).

## Tracce
Lato A
1. Got My Mojo Working – 3:01 (Preston Foster)
2. Sellin' My Thing – 7:22 (Otis Spann)
3. Moon Blues – 4:25 (Bob Thiele, George David Weiss)
4. I'm a Dues Payin' Man – 3:05 (Jim Rein)

Lato B
1. I Wonder Why – 4:21 (Otis Spann)
2. Bird in a Cage – 6:05 (Otis Spann)
3. Hey Baby – 5:37 (Otis Spann)
4. Make a Way – 4:23 (Otis Spann)

## Musicisti
- Otis Spann - pianoforte
- Tom Scott - sassofono tenore, flauto
- Louie Shelton - chitarra
- Mike Anthony - chitarra, banjo (brani: A1, A3, A4 e B4)
- Max Bennett - basso
- Paul Humphrey - batteria